# 瓦卢瓦巴永
瓦卢瓦巴永（法語：Warloy-Baillon）是法国皮卡第大区索姆省的一个市镇，属于亚眠区科尔比县。该市镇2009年时的人口为758人。

## 人口
瓦卢瓦巴永人口变化图示
| 数据来源：INSEE |